# Рудин, Уолтер
Уолтер Рудин (англ. Walter Rudin; 2 мая 1921 — 20 мая 2010) — американский математик, почетный профессор математики Висконсинского университета в Мадисоне.
Известен как автор трех книг по математическому анализу: Основы математического анализа, Действительный и комплексный анализ и Функциональный анализ. Книга Основы математического анализа была написана Рудиным во время его работы «преподавателем им. С. Л. Е. Мура» (C. L. E. Moore instructor) в Массачусетском технологическом институте и все еще используется в качестве учебного пособия.

## Биография
Рудин родился в Австрии в еврейской семье, бежавшей после аншлюса во Францию (1938). Когда Франция сдалась Германии в 1940 году, Рудин бежал в Англию и прослужил в военно-морском флоте до конца войны. После войны он уехал в США, где в 1949 году получил степень доктора философии в университете Дьюка (Северная Каролина). Он работал в должности «преподавателя им. С. Л. Е. Мура» в Массачусетском технологическом институте, а впоследствии — в должности профессора университета Висконсина-Мэдисона. Он преподавал в университете в течение 32 лет.
В 1953 году Рудин женился на математике Мари Эстилл. Они жили в Мадисоне (Висконсин) в одноименном доме Уолтера Рудина, спроектированном архитектором Фрэнком Райтом.
Рудин скончался 20 мая 2010 года от паркинсонизма.

## Основные награды
- Премия Стила «за математическое описание» (1993)

## Публикации
- Рудин, У. Основы математического анализа = Principles of mathematical analysis / Перевод с англ. В. П. Хавина. — М.: Мир, 1966. — 319 с.
- Действительный и комплексный анализ
- Функциональный анализ = Functional analysis. — М.: Мир, 1975. — 443 с.
- Fourier Analysis on Groups
- Теория функций в поликруге = Function theory in polydiscs. / Пер. с англ. В. Э. Кацнельсона и И. Е. Овчаренко. Под ред. И. В. Островского. — М. : Мир, 1974. — 160 с.
- Теория функций в единичном шаре из CN = Function theorу in the unit ball of CN. / Перевод с англ. А. Б. Александрова и др. Под ред. Е. М. Чирки. — М. : Мир, 1984. — 455 с.
- The Way I Remember It (автобиография, 1991)